# 阿帕西拉瓜
阿帕西拉瓜（西班牙語：Apacilagua），是洪都拉斯的城鎮，位於該國南部，由喬盧特卡省負責管轄，面積213.10平方公里，海拔高度353米，2001年人口8,954，人口密度每平方公里42.02人。
13°26′0″N 87°4′0″W / 13.43333°N 87.06667°W